# رحاب نزال
رحاب نزّال (1961- ) هي فنانة فلسطينية متعددة التخصصات مقيمة في تورونتو، أونتاريو، كندا من مواليد قباطية.

## سيرة شخصية
رحاب نزال حاصلة على درجة الدكتوراه في الفن والثقافة البصرية من جامعة ويسترن أونتاريو، كندا، ودرجة الماجستير في الفنون الجميلة من جامعة رايرسون، تورونتو، وبكالوريوس الفنون الجميلة من جامعة أوتاوا، والبكالوريوس في الاقتصاد من جامعة دمشق، سوريا.
نزال هي شقيقة خالد نزال الذي اغتالته قوات الاحتلال الإسرائيلي عام 1986.

## أعمالها
تستخدم رحاب الصوت والفيديو والصورة الفوتوغرافية في عملها لعرض تكنولوجيا الحرب المعاصرة وتأثيرها المدمر على المدنيين والمساكن والبنى التحتية والبيئة. غالبًا ما يخلق عملها بيئات غامرة تمثل الظروف المأساوية في فلسطين، حيث تركزت أعمالها السابقة على غزة وسجن النقب وقرية بلعين.
معرض رحاب لعام 2014 بعنوان "غير مرئي" في معرض كارش ماسون للفنون في الطابق الأرضي من قاعة المدينة في أوتاوا، أدانه علنًا سفير إسرائيل في كندا، رافائيل باراك. وتضمن المعرض صوراً للأسرى الفلسطينيين في السجون الإسرائيلية، إلى جانب قطع فنية أخرى من الضفة الغربية وغزة.
عرض معرضها أربعة مقاطع فيديو و1700 صورة فوتوغرافية. أحد مقاطع الفيديو، بلعين، كان يدور حول تجربتها في قرية بلعين حيث تعرض الفلسطينيون وأعضاء حركات التضامن الدولية لهجوم جسدي من قبل القوات الإسرائيلية خلال احتجاج أسبوعي ضد مصادرة الأراضي. أبقت رحاب صوتها سليما وأعادت بناء الصورة "لتمثل الشعور بالاختناق والعمى بسبب الغاز المسيل للدموع". وفيديو آخر، الهدف، يتكون من أكثر من 127 صورة وامضة لفلسطينيين اغتيلوا خارج نطاق القانون في جميع أنحاء العالم أو في فلسطين المحتلة. قامت بتحرير الصور لتظهر بسرعة لتمثل حقيقة واضحة، أن حياة هؤلاء الأفراد قد انتهت.
في عام 2010، عرض معرضها الشخصي في معرض 101 في أوتاوا. وفي عام 2014 عُرضت أعمالها في معرض الفنون في ميسيسوجا. كان معرضها يحمل عنوان "مرئي"، عبارة عن تركيب غامر يستخدم الصور التي عثر عليها إلى جانب أعمال الصوت والفيديو التي واجهت المشاهدين بالدمار الذي أحدثه العنف في غزة. وفي عام 2012، عُرضت أعمالها في معرض بعنوان "A Refusal of Images"، وهو معرض جماعي في تورونتو برعاية فيكي معوض بول. وفي عام 2023، أُدرجت أعمالها أيضًا في المعرض الجماعي بعنوان "المؤامرة المتعمدة" في معرض موريس وهيلين بلكين للفنون إلى جانب أعمال ديريا أكاي [الإنجليزية]، فيفيان بيسيت، غابي داو، ديريك جرمان، شارميان جونسون، جلين لويس، مايك ماكدونالد، ودانا قداح، وتضمنت أعمالها في المعرض الوثائقي "كندا بارك" (2015) وسلسلة الصور الفوتوغرافية "نحن النباتات البرية وأشجار الفاكهة" (2022).
عرضت أعمالها دوليًا، في مهرجان يلونايف السينمائي الدولي، ومهرجان مونتريال فلسطين السينمائي، وSAW video للفنون الإعلامية، والمهرجان الدولي للطباعة المصغرة، ومعرض 101، ومهرجان أوتاوا للتصوير الفوتوغرافي.

## جوائز
حصلت على العديد من الجوائز والمنح منها جائزة إدموند وإيزوبيل ريان للفنون البصرية في التصوير الفوتوغرافي من جامعة أوتاوا، وجائزة التصوير الوثائقي للعدالة الاجتماعية من جامعة رايرسون، ومنحة أونتاريو للدراسات العليا، منحة جامعة رايرسون.
حصلت على جائزة عن فيلمها "ذبذبات من غزة" 2023، وجائزة أفضل فيلم قصير في مهرجان إيران الدولي السابع عشر للأفلام لعام 2023، وجائزة "ازر فينيكس" للأفلام القصيرة في مهرجان أفلام الشرق الأوسط وجنوب إفريقيا في كندا لعام 2024، وجائزة اختيار الجمهور في مهرجات الشرق الأوسط وجنوب إفريقيا في كندا لعام 2024.

## إصابة
في ديسمبر 2015، أصيبت برصاصة قناص في ساقها أثناء وجودها في إسرائيل، عندما كانت تصور أنشطة الجيش الإسرائيلي.